# Paolo Bailetti
Paolo Bailetti (Somma Lombardo, 15 juli 1980) is een Italiaans wielrenner die anno 2012 uitkomt voor Utensilnord Named. Eerder reed hij voor onder meer Team LPR, Fuji-Servetto en Ceramica Flaminia.

## Belangrijkste overwinningen
2003
- Coppa Colli Briantei Internazionale
- GP Città di Felino

2004
- GP Città di Felino
- Ruota d'Oro

## Resultaten in voornaamste wedstrijden
| Jaar | Ronde van Italië | Ronde van Frankrijk | Ronde van Spanje |
| ---- | ---------------- | ------------------- | ---------------- |
| 2008 | 88e              |                     |                  |
| 2012 |                  |                     |                  |

| Jaar | Milaan-San Remo |
| ---- | --------------- |
| 2008 |                 |
| 2012 | 96e             |